# Telekom Srbija
Telekom Srbija, en serbe cyrillique Телеком Србија, est une entreprise de télécommunication de Serbie. Elle a son siège social à Belgrade, la capitale du pays. La société offre des services de communication pour le téléphone fixe, le téléphone mobile et Internet en Serbie, en Bosnie-Herzégovine et dans la République du Monténégro.

Ancien logo (23 mai 1997 - 8 avril 2015)

## Activités

### Mobile
Mobilna Telefonija Srbije/Мобилна телефонија Србије (Téléphonie mobile de Serbie) ou mts est une subdivision de Telekom Srbije, spécialisée dans le téléphone mobile. Elle a été fondée en 1998. L'entreprise propose une large gamme de services pour les particuliers et pour les entreprises. Elle utilise la technologie 3G depuis fin 2006 et la technologie 4G depuis début 2015.

### Ligne fixe
Telekom Srbija détient le monopole de la ligne fixe en Serbie.

## Activités internationales et marchés

### Bosnie-Herzégovine
Telekom Srbija a récemment acquis 65 % des actions de Telekom Srpske pour un montant de 646 millions d'euros.

### Monténégro
Telekom Srbija doit commencer à opérer au Monténégro en juillet 2007.